# بوشبا: الصعود
بوشبا: الصعود هو فيلم أكشن دراما هندي باللغة التيلوغوية من تأليف وإخراج سوكومار وبطولة أللو أرجون وراشميكا ماندانا،تم عرض الفيلم في 17 ديسمبر 2021.

## روابط خارجية
- بوشبا: الصعود على موقع IMDb (الإنجليزية)
- بوشبا: الصعود على موقع روتن توميتوز (الإنجليزية)
- بوشبا: الصعود على موقع قاعدة بيانات الفيلم (الإنجليزية)
- بوشبا: الصعود على موقع ليتربوكسد (الإنجليزية)
- بوشبا: الصعود على موقع كينوبويسك (الروسية)